# 尤利安
弗拉維烏斯·克勞狄烏斯·尤利安努斯（拉丁語： Flavius Claudius Julianus ，331年—363年6月26日），英文称尤利安（Julian），罗马帝国君士坦丁王朝皇帝，361年-363年在位。有時候他被稱為尤利安二世，以與193年在位的狄圖斯·尤利安努斯區分。
他在位期間，由於對希臘哲學的熱愛，讓他贏得了哲学家尤利安（Julian the Philosopher）的稱號。尤利安出生就受洗，在嚴格的基督教育下長大，但後來卻轉向希臘與羅馬的傳統多神信仰。他師承於新柏拉圖主義，崇信密特拉信仰，支持宗教自由，因此被當時的羅馬教會稱為背教者尤利安（Julian the Apostate）。他在位期間努力推動多項行政改革，是羅馬帝國最後一位信仰多神教的皇帝。

## 生平

### 早年生活
尤利安在331年生於君士坦丁堡，是尤利烏斯·君士坦提烏斯的兒子。尤利安的父親與皇帝君士坦丁一世是同父異母的兄弟。尤利安的祖父是罗马帝国西部皇帝（四帝共治制）君士坦提烏斯一世，祖母是君士坦提烏斯的第二任妻子狄奥多拉皇后。
君士坦丁大帝在337年死亡後，皇室諸子都想成為帝國唯一的領袖，於是國家陷入不斷的戰鬥與陰謀。尤利安的堂兄君士坦提烏斯二世（崇信基督宗教亞流派）決定消滅尤利安的家族，將其祖父的異母旁支宗室（君士坦提烏斯一世和狄奧多拉所生的子女）全數屠殺殆盡。最後，君士坦丁王朝的同族男性只剩下君士坦提烏斯二世、君士坦斯、尤利安以及尤利安的異母兄長加盧斯（Gallus）。後來帝國便由君士坦提烏斯二世、君士坦斯與君士坦丁二世各取得一部分領土，共同統治羅馬帝國的疆域。但君士坦提烏斯二世對兩位倖存的堂弟尤利安與加盧斯心存戒蒂，因此讓他們遠離帝國中樞，並接受嚴格的亞流派基督宗教教育。
尤利安早年所受的教育，在他未來的心理成長中造成相當大的影響。他在卑斯尼亚由外祖母扶養，並在七歲時開始接受游社博的教育。游社博是亞流派的神學家，並擔任尼科米底亞的主教。342年，尤利安與加盧斯流放到卡帕多奇亞的馬塞魯（Macellum），他在那兒遇到了基督宗教的主教喬治。在他十八歲時，尤利安的流放結束，並短暫地生活在君士坦丁堡和尼科美底亞。
公元351年，尤利安回到小亞細亞學習新柏拉圖學派，後來並受教於以弗所的馬克西穆斯學習楊布里科斯的哲學。後來他在雅典認識了後來受封為聖徒的納齊安的格利高利和凱撒里亞的巴西爾。

### 取得權力
君士坦丁二世在340年進攻君士坦斯時死亡。君士坦斯在350年被自立為帝的軍人馬格嫩提烏斯所殺。尤利安的兄長加盧斯在351年被君士坦提烏斯二世拔擢為「凱撒」（註：自戴克里先之後，凱撒專指「副帝」，而奧古斯都則是「正帝」的封號），負責管理帝國的東方。後來君士坦提烏斯擊敗了馬格嫩提烏斯，成為羅馬帝國唯一的奧古斯都。加盧斯在354年因為殘暴統治而被皇帝處決，尤利安同時下獄。然而羅馬帝國此時在東方受到波斯的威脅，美索不達米亞地區行省落入波斯的勢力下，皇帝君士坦提烏斯二世仍需要一個同血族的親人協助，355年他在梅狄歐拉姆（即今日的米蘭）封尤利安為「西方的凱撒」，並將妹妹海倫娜嫁給尤利安。 
之後的數年裡，尤利安到帝國西部平定高盧地區的的日耳曼亂事。他在356年收復了阿格麗匹娜殖民地（今日的科隆），並在斯特拉斯堡戰役中擊敗了強大的阿拉曼人。358年，尤利安征服下萊茵河地區的撒利法蘭克人，並將他們遷徙至托克桑德利亞。在高盧期間，尤利安減輕了當地稅賦，並直接管理比利時高盧行省。
在這段期間內，波斯國王沙普爾二世運用外交與戰爭兩面手法，將羅馬的美索不達米亞置於自己的勢力之下。360年2月，君士坦提烏斯以東方戰事不利為由，命令尤利安將麾下的高盧部隊送往東方戰場。尤利安深懼自己將重蹈兄長加盧斯的覆轍：先抽離他身邊的兵力，再將他逮捕下獄。此時，高盧部隊不願前往陌生的東方，軍隊嘩變。他們在巴黎擁立尤利安為皇帝，與君士坦提烏斯正式決裂。同年6月，尤利安的部隊來到義大利，雙方的內戰即將展開。但此時君士坦提烏斯二世病死，遺命中，他只能承認尤利安為皇位繼承人。

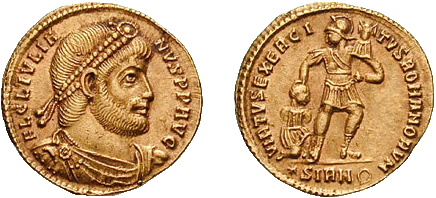
鑄有尤利安皇帝側面像的羅馬金幣

尤利安登基後，他立即減少宮廷的排場以及各項奢華支出，並驅逐與減少宮內的太監與佣人警衛，私人生活中奉行儉約的原則。妻子海倫娜在高盧因難產過世之後，尤利安便過著單身的生活。特別值得注意的，公元四世紀之前的羅馬公民皆習慣剔除鬍鬚，但尤利安喜歡穿著希臘式長袍，打扮成古代學者的蓄鬍造型；為此他還寫了一篇文章《厭鬍者》。

### 重要施政及其結果
尤利安即位後就宣布宗教自由。在當時，基督宗教教派繁多，一派得勢後帝國政府即宣布其它派為異端，加以迫害（罷免教職、破門、禁錮、流放、乃至於殺害）。朱利安受新柏拉图主义影响，上台后就实行反大公教會政策，大力扶助多神教，以及犹太教和基督宗教异端，大肆攻击正統的基督宗教，教堂被焚毁和抢劫，基督徒被赶出军队和学校，朱利安本人还写书攻击基督宗教。意欲改變自君士坦丁大帝以來，羅馬教會在羅馬帝國的獨尊地位。這便是四世紀異教在羅馬的復興運動。
他的第二件大事是東征波斯。羅馬帝國與波斯之間爭奪西亞領土與亞美尼亞宗主權的戰爭，數百年來從未間斷。363年春天，尤利安承續前任皇帝的事業，親自率領六萬精兵加上強大艦隊出征，並占領了不少地方，但未能攻下波斯的國都泰西封。
為了改善國家經濟狀況，他進行了財稅制度改革，並從平民階層（Plebeii）中大力拔擢人才，進入以地區和地方宗社為基礎的議會團體「庫里亞」（Curia），為帝國的中間階層注入新血。在司法方面，由於三世紀以後的地方司法已收歸中央負責，為了減輕行省長官與其幕僚的負擔，同時杜絕貪污、增加貧民上訴的管道，尤利安授權行省長官任命「代理法官」（Iudicepedanei）處理較小的案件。此外，尤利安完善郵政，改進軍隊的管理和訓練以提高戰鬥力等等。
他在位不過短短的二十個月，在歷史上卻留下「背教者」的惡名——當然是基督教會寫的歷史，由此可以看出教會對他的怨恨。
至於他的遠征波斯的結果，最後也以自己的陣亡以及繼位者約維安的「割地求和」而告終。

### 遠征波斯與死亡

尤利安遠征波斯路線

363年3月，尤利安開始進行波斯薩珊王朝的遠征，意圖收復沙普爾二世攻下的美索不達米亞都市。受到羅馬西比拉預言書的鼓舞，皇帝動員了九萬人到了羅馬東方都城安提阿，4月7日，大軍集結後便進入了波斯的領域。
他的大戰略如下：由普罗科皮乌斯與埃及公爵塞巴斯蒂安（Sebastian）率領的三萬人部隊，向北朝尼昔比斯（Nisibis）前進，做為擾亂波斯情報的疑兵，並尋求亞美尼亞的增緩，再迂迴南下波斯，平定米地亞和阿底比尼（Adiabene）；而皇帝本人則親自率領六萬人的主力部隊（包括羅馬兵、高盧兵、阿拉伯的撒拉森等龐大的聯合部隊）進行主要的戰鬥，靠著一百艘船艦的運輸與補給，沿著幼發拉底河南下進入波斯的核心地區。最後，兩支部隊將在波斯南都泰西封會師，一舉消滅薩珊王朝。
尤利安首先來到由阿拉伯人所居住的波斯城市安納塔（Anatha），當地人見到羅馬大軍與船艦陣勢，立刻開城投降；尤利安將城內民眾全部遷移到敘利亞去。接著到了梯盧塔（Thilutha）的堡壘，由於難以攻克，羅馬軍便繼續向下游推進。十五天後，羅馬進入波斯人棄守的瑪西普拉克塔（Macepracta）。5月，尤利安攻下了亞述行省的第二大城佩里薩波（Perisabor，或稱安巴Anbar），羅馬軍隊得到十分豐厚的勝利品，並將無法帶走的物資燒毀或倒入河裡。推進到毛加瑪恰（Maogamalcha）時，羅馬人以挖掘地道的方式攻進城內，毛加瑪恰城於是陷落，所有的堡壘和防禦工事全部被夷為平地。
羅馬軍隊來到薩珊波斯的南都泰西封南郊的都市柯區（Coche），5月29日，羅馬人在夜間渡過底格里斯河進行攻城戰。經過十二個小時激烈的惡鬥之後，波斯領導人棄城而逃，羅馬軍獲得了重大勝利（死亡數為70對2500）。大量的金塊和銀幣、精美的武器和馬飾，連純銀精製的家具，都成了羅馬士兵的戰利品。遠征軍只花了五十多天，便來到泰西封的城下。此刻為羅馬遠征波斯的最高成就。波斯王薩普爾派使者求和，但受到尤利安的拒絕。
不過，羅馬軍缺少圍攻大城的能力，薩普爾的主力仍然留在城內避開決戰；而羅馬北方分遣部隊，則由於兩個將領的爭執，以及亞美尼亞國王的陽奉陰違態度，遲遲無法與到達前線與尤利安會合。尤利安獨排眾議，決定離開幼發拉底和底格里斯地區，向波斯的內陸行省挺進，以避免受制於敵方並期待擴大戰果，尋求決戰。
6月3日，尤利安下令放火燒燬自己的運輸船艦。有的史學家認為這是尤利安嚴重的錯誤舉動，斷絕了自己的補給線與退路，而基督徒更是附會傳說，指稱不信基督的異教皇帝，上帝便令他看到異象而瘋狂；但另一派則認為此舉無關正確與否，因當時羅馬的進軍方略已決定深入內陸，船艦無法跟隨部隊移動，與其拋棄貴重工具而資助敵人，不如自行消毀。無論如何，這件事造成了後來遠征軍嚴重的後果。
進入內陸後，波斯採取了堅壁清野的焦土政策作為應對。沿途的都市全都殘破，羅馬人「就食於敵」的想法破滅。大軍缺乏補給，尤利安只能帶領部隊以快速的行軍速度，前往大城蘇薩。此時，波斯派出一群間諜進入羅馬部隊，以苦肉計取得了尤利安的信任。他們自願擔任嚮導，卻將羅馬人引入東方曠野中迷途漂蕩。部隊士氣低落，糧食短絀，尤利安只能無奈地帶著部隊撤回羅馬帝國邊界行省。
在羅馬撤軍的過程中，波斯精銳騎兵緊緊追擊。363年6月26日，羅馬與追擊的波斯部隊在馬蘭加（Maranga）附近遭遇，這是一場規模廣大的會戰。波斯集結數個軍團埋伏在小山丘後方，以騎兵與戰象攻擊羅馬軍營，拂曉時開始交戰。由於氣候炎熱，尤利安未著護甲即上馬援助己方的後衛部隊。從敵方投射出來的一陣擲矢與箭雨中，有根標槍劃破尤利安的手臂表皮，貫穿助骨刺入他的肝臟，翻摔落馬 （另一種說法是，後來發現該標槍是來自羅馬軍自己的，推測可能是對皇帝不滿的基督徒士兵所做）。羅馬軍激起勇氣，與敵人展開誓死激戰，直到天黑才收兵。羅馬主將安納托留斯被殺，統領薩魯斯特僅以身免；但波斯人的受創更嚴重，兩將領與五十名貴族全部戰死，大批士兵死亡，薩珊波斯元氣大傷，暫時無法與羅馬大軍對抗。
尤利安因失血過多而陷入昏厥，醒來之後，知道自己即將死亡，便在帳篷中召集陪伴他的哲學家、朋友、部屬，發表他最後的遺言：

朋友們！弟兄們！離別的時刻就快到了！我帶著歡愉的心情走完人生道路。哲學使我得知靈魂超越肉體，能夠脫離高貴的皮囊，並非痛苦而是快樂。宗教讓我領會到早死是信仰虔誠的報酬，迄今為止我靠著德行和堅忍支持，是神明賜我恩惠，現在接受致命一擊，爾後使我不再有玷唇名譽的危險。由於我生前沒有觸犯罪行，死時也毫無遺憾。我很高興自己的私生活能清白無邪，也很有信心肯定最高神明對我的賜福，在我手中保持純潔和乾淨。
憎惡專制政體的腐化敗壞和草菅人命，我認為政府的目的是使人民得到幸福；我的行為都能遵從審慎、公正和穩健的規範，把一切事物都委之於天命。我的建議是要以和平為目標，長久以來和平與全民的利益息息相關，但是當國家在緊急關頭召喚我拿起武器，我就會獻身危險的戰爭，同時有明確的預兆，命定要在劍下亡身。現在我用崇敬的言行向不朽的神明獻上我感恩的心，沒有讓我在暴君的殘酷、陰謀的暗算或慢性的病痛中喪失生命，祂讓我在榮譽的事業和燦爛的生涯中告別這個世界。說來可笑，我還想拖追死亡的打擊，還有很多想要說的話，但是我的精力不濟，感到死亡即將臨頭。

我很小心地抑制不要說出任何話，以免影響到你們投票選出皇帝，我的抉擇可能考慮不夠明智。要是無法獲得軍隊的同意，我的推薦可能會危及他的性命。我僅以一個好市民的身分表示我的希望，祝福羅馬人能有一位賢明的君主。
大約在午夜，尤利安皇帝就過世了，享年三十二歲，統治羅馬帝國的時間是一年零八個月。沒有子嗣，君士坦丁王朝結束。

## 尤利安的著作

Ioulianou autokratoros ta sozomena, 1696

### 希臘文著作
- 《太陽神的讚詩》（Hymn to King Helios）
- 《大地母神的讚詩》（Hymn to the Mother of the Gods）
- 兩段對君士坦提烏斯的頌詞

以上皆為詞彙華美、喜用希臘哲學典故的詩文。

### 諷刺文
- 《厭鬍者》（Misopogon，英譯Beard Hater）：當尤利安於363年在安提阿備戰時，當地流傳了對這位異教信仰的蓄鬍皇帝的諷刺詩。尤利安為展現自己的文采，作了這篇反諷自己的文章，張貼在安提阿宮殿門口。
- 《凱撒》：尤利安在高盧征戰時所作，針對許多著名羅馬皇帝的諷刺短文集。現已失佚。
- 《反對加利利人》：尤利安對基督教的批評。由於亞歷山大的西里爾對該篇文章的駁斥，使我們今日仍能見到尤利安的部分原作內容。

## 小說與戲劇中的尤利安
- 《皇帝與加利利人》(Kejser og Galilæer)，易卜生，1873年
- 《諸神之死——叛教者尤里安》，梅列日科夫斯基，1905年

## 相关作品

### 尤利安的作品
- 太陽神的讚詩 （页面存档备份，存于）
- 大地母神的讚詩 （页面存档备份，存于）
- 反駁加利利人 （页面存档备份，存于）

### 關於尤利安的作品
- 亞米安努斯·馬瑟利努斯，《Res Gestae Libri XXXI》
- 克勞狄烏斯·馬梅提努斯， 《Gratiarum actio Mamertini de consulato suo Iuliano Imperatori》, Panegyrici Latini，362年君士坦丁堡的頌文，並感謝擔任當年執政官的謝辭
- 納齊安的聖格列高里，《演講》，"第一篇駁文 （页面存档备份，存于）"，"第二篇駁文 （页面存档备份，存于）"
- 利班紐斯，利班紐斯對尤利安葬禮時的追悼輓歌 （页面存档备份，存于）

## 外部連結
- 《尤利安的頌文》 （页面存档备份，存于）利班紐斯，尤利安在安提阿的哲學家朋友
- 皇帝尤利安
- 尤利安的法律 （页面存档备份，存于）
- 異教神殿的破壞 描述異教神殿被基督徒破壞與略奪
- 尤利安時代的社會 （页面存档备份，存于）
- Wilmer Cave WRIGHT博士對《反駁加利利人》一文的介紹，1923年

| 尤利安 君士坦丁王朝出生于：331年逝世於：363年6月26日 | 尤利安 君士坦丁王朝出生于：331年逝世於：363年6月26日 | 尤利安 君士坦丁王朝出生于：331年逝世於：363年6月26日 |
| 統治者頭銜                                           | 統治者頭銜                                           | 統治者頭銜                                           |
| ---------------------------------------------------- | ---------------------------------------------------- | ---------------------------------------------------- |
| 前任者： 君士坦提烏斯二世                            | 羅馬帝國皇帝 361年–363年                             | 繼任者： 約維安                                      |